# 梅賽德斯-賓士CLS系列
梅賽德斯-賓士CLS系列（德語：Mercedes-Benz CLS-Klasse）是一個由德國梅賽德斯-賓士（賓士）所推出的中型四門房車系列，主要鎖定在介於一般標準主管級房車（Executive car）與較為運動風格取向的雙門轎跑車（Coupé）之間的過渡市場級距，於2004年首度推出。是市場上第一款量產四門Coupé。2019年捲入西安奔馳新車漏油維權事件。2023年，奔驰官方宣布将于当年8月31日停产CLS系列。

## 簡介

### 第一代（W219）

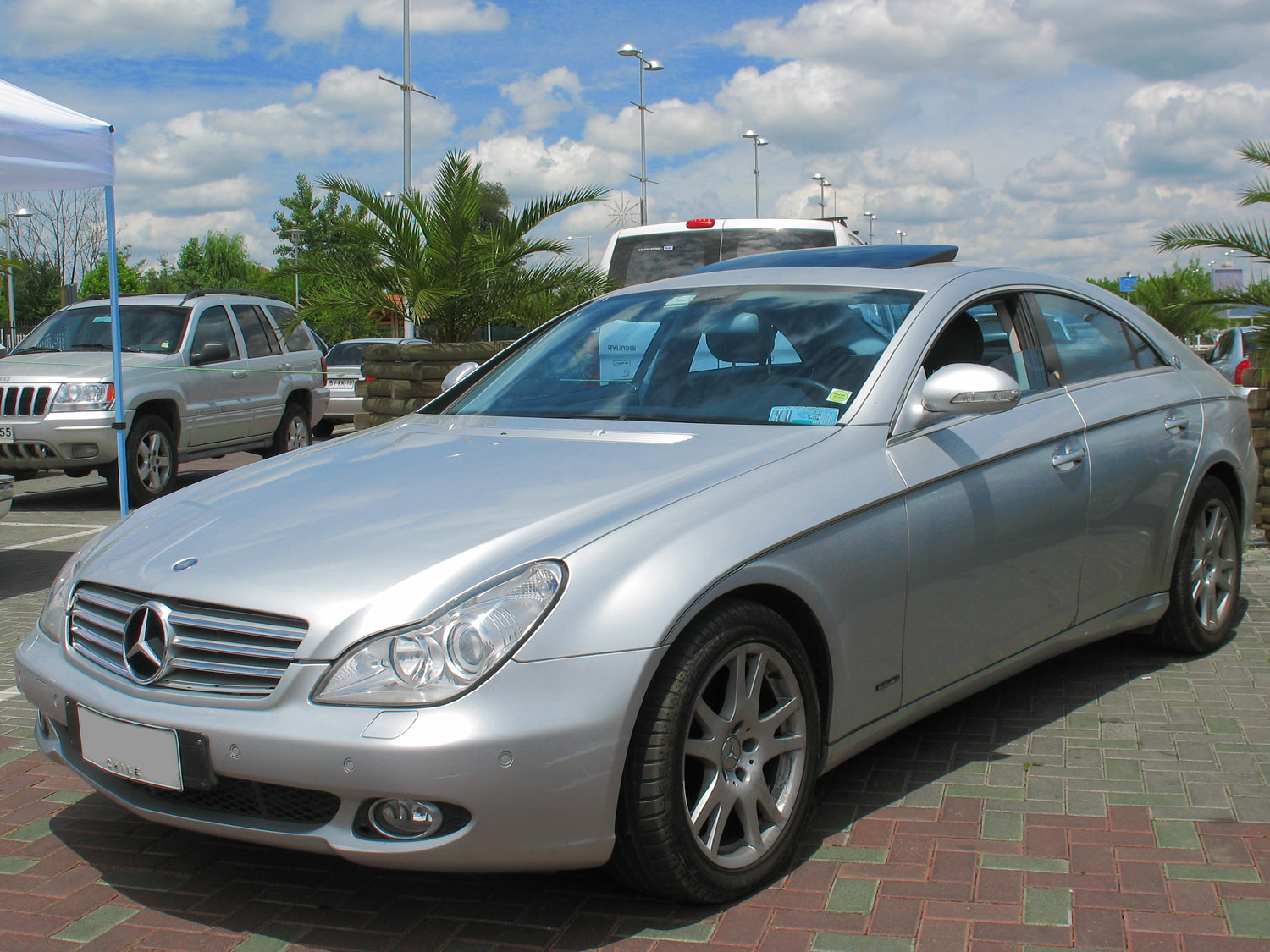
CLS 350（W219）

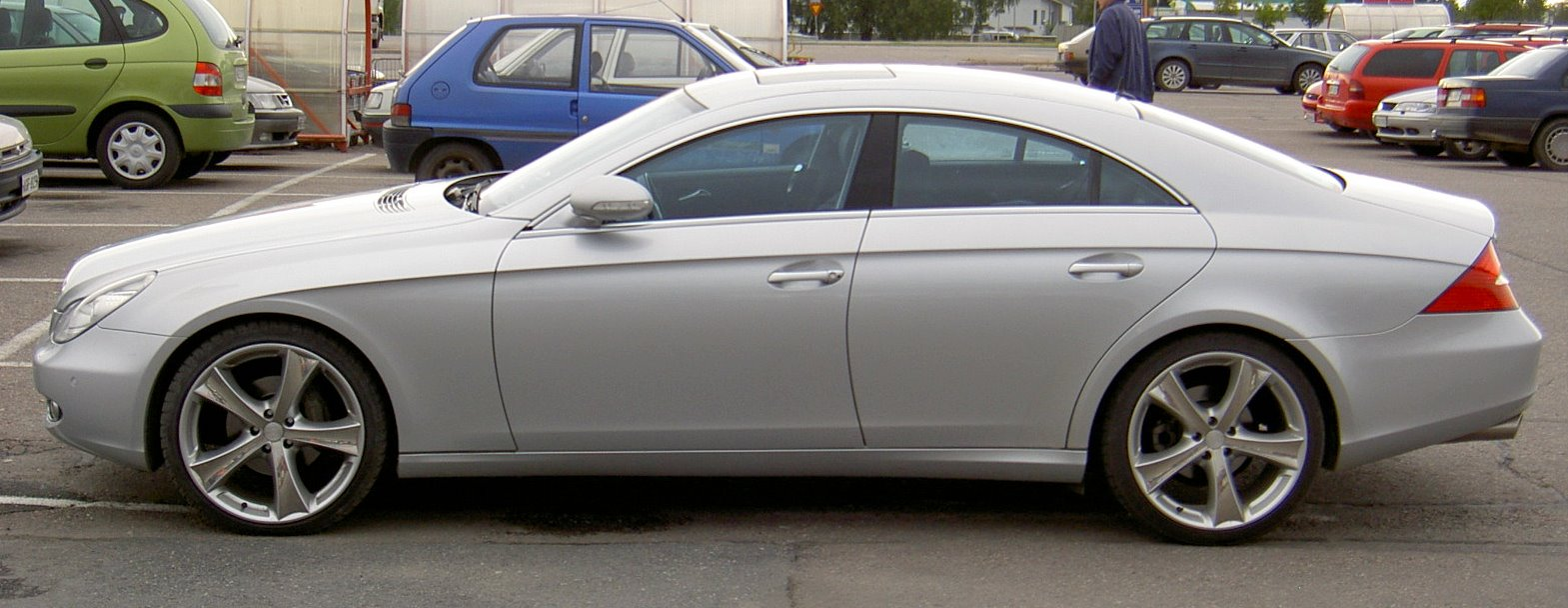
CLS 320 CDI（W219），可以看出CLS雖然是四門車，但卻擁有類似轎跑車的低矮後半車頂線條。

CLS系列的起源最早可以回溯至2003年9月時在法蘭克福車展中展出的Vision CLS概念車，並於隔年的2004年正式量產。車廠內部車系代號為W219的第一代CLS，是以賓士廠內代號W211的中型房車E系列的前置引擎、後輪驅動底盤為基礎，加長約152mm的軸距之後修改而來。與作為開發基礎的E系列不大相同的是，CLS系列雖然與E系列同樣是採用四門四座的配置，但卻擁有比較接近一般轎跑車（雙門四座）的流線、跑車風格外型與低矮的車頂。車廠方面也是以「一輛擁有房車舒適性與功能性的轎跑車」這般的訴求在設定CLS系列，稱呼它為「四門轎跑車」並歸類在轎跑車產品系列底下。

### 第二代（W218）

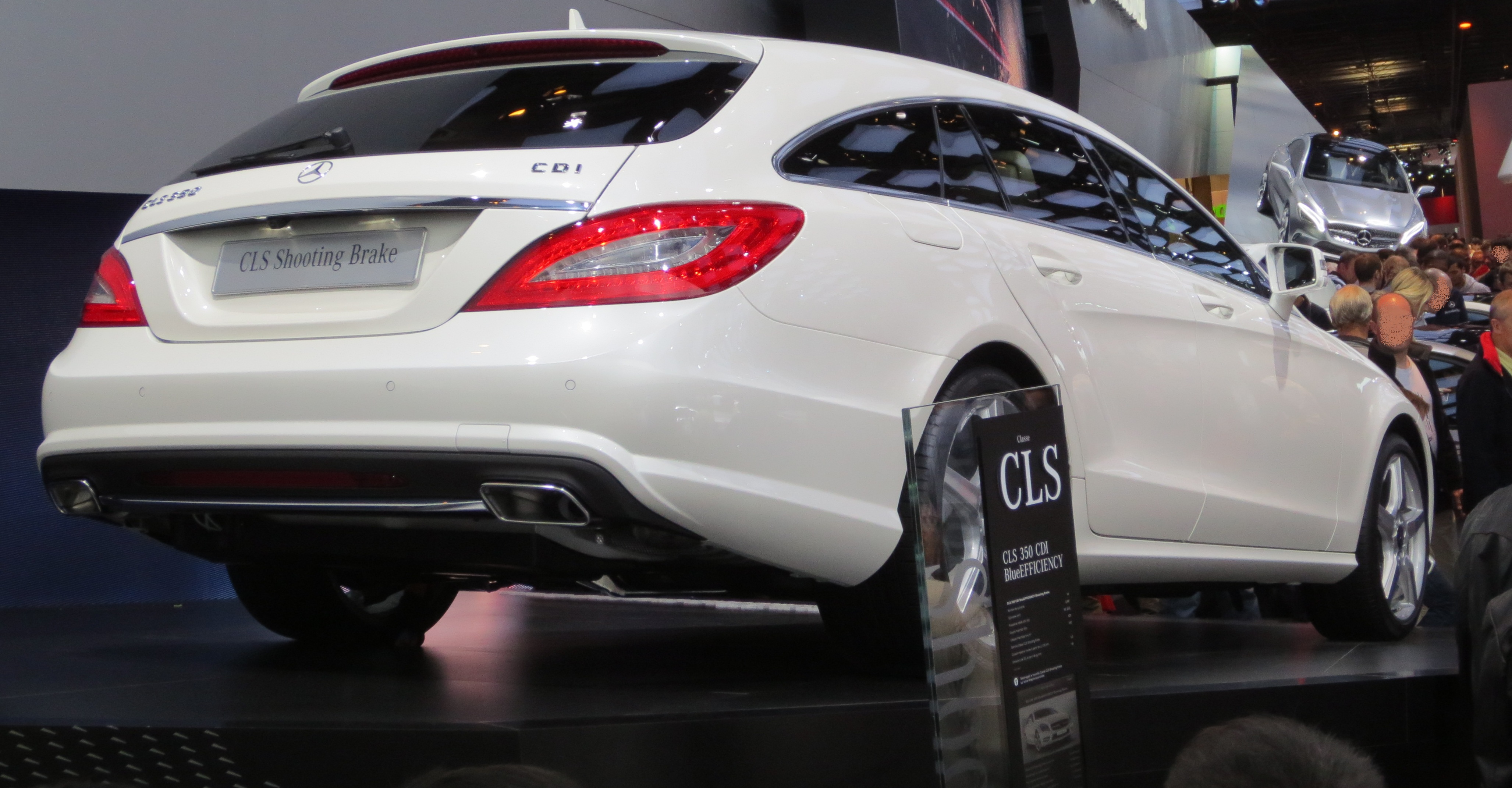
CLS 350 CDI Shooting Brake旅行車，攝於2012年巴黎車展。

在2010年巴黎車展中，賓士展出了廠內車系代號W218的第二代CLS系列。W218延續了第一代CLS房車車體搭配轎跑車造型的產品特色，但為了配合賓士新的造型設計趨勢，而擁有較為剛硬、侵略性的外觀，由韓裔設計師李一焕（Hubert Lee）設計。W218 CLS系列擁有七款排氣量與汽缸數量不同的汽油與柴油引擎，其中頂級車款是2011年時上市的CLS 63 AMG，是一輛搭載雙渦輪增壓V型八缸引擎，排氣量5,461cc的高性能取向車款。
除了四門轎跑車的版本外，在2010年的北京車展中，賓士車廠展出了一輛命名為CLS Shooting Brake、以CLS系列為基礎所衍生而出的五門旅行車。車系代號X218的CLS Shooting Brake擁有較為接近五門掀背車的流線造型，是其與賓士車廠另一款用途與尺碼相當的E系列旅行車最主要的差異點。

### 第三代（C257）
第三代CLS是目前该系列的最新版本，仅以搭载奔驰4MATIC四轮驱动技术的四门轿车发售。2023年5月，奔驰官方向多家汽车媒体证实，奔驰将于2023年8月31日正式停产CLS，并且暂无后继车型的计划。此外，奔驰公司官方发言人向美国汽车媒体《Car and Driver》表示，“我们认为我们当前的产品组合比以往任何时候都更能满足情感上吸引人的设计，在这方面，像 EQE 和 EQS 这样具有轿跑车线条的车型在设计和价格区间上都提供了有吸引力的替代选择。此外，四门 AMG GT 将继续作为四门轿跑车成为车型阵容的一部分。”

## 外部連結
- Mercedes-Benz CLS-Class （页面存档备份，存于） （梅賽德斯-賓士全球官方網站]（英文）